# La Gaillarde
La Gaillarde es una comuna francesa situada en el departamento de Sena Marítimo, en la región de Normandía.

## Demografía
| 574 | 519 | 462 | 378 | 420 | 415 | 382 |
| Para los censos de 1962 a 1999 la población legal corresponde a la población sin duplicidades (Fuente: INSEE [Consultar]) |     |     |     |     |     |     |